# Alamor
Alamor – miasto w południowym Ekwadorze, w prowincji Loja. Stolica kantonu Puyango.
Przez miasto przebiega droga krajowa E68.